# 上越地方
| 上越地方 |                                 |
| 平假名   |                                 |
| 國       | 日本                            |
| 地方     | 中部地方、北陸地方、 甲信越地方 |
| 面積     | 2,165.08 km²                    |
| 總人口   | 287,026人 （2010年國勢調査）    |

上越地方（じょうえつちほう）是日本新潟縣4部份（上越・中越・下越・佐渡）中的南西部。舊為頸城郡、頸城地方（くびきちほう）。中心都市是上越市。
以前越後國（新潟縣本州部分）由接近上方（京都）的地方起、分別稱為上越後（かみえちご）・中越後（なかえちご）・下越後（しもえちご）。其後「上越後」的略稱「上越」一直使用為新潟縣南西部的地域名。

## 概要
北為日本海、南有妙高山、東有米山、西有親不知（飛驒山脈）。北陸自動車道・國道8號為幹線連結東西、上信越自動車道・國道18號往關東方面南北向。
屬新潟縣、東北地方。戰國時代為淨土真宗和上杉氏地盤、江戶時代為北陸道和善光寺街道沿線，歴史上、和妙高山方向北信地方（長野縣北部）、親不知方向富山縣交流比較多、特別與北信地方連繋較深。
與北信地方和中越地方同為滑雪場密集地帯。

## 地理

### 市町村
上越含以下市町村。
- 上越市
- 糸魚川市
- 妙高市

### 地形
- 山：春日山、妙高山、米山、新潟燒山、火打山、雨飾山、小蓮華岳、雪倉岳、朝日岳、黑姫山、菱岳
- 川：姫川、關川、保倉川
- 平原：高田平野
- 溫泉：關溫泉、燕溫泉、赤倉溫泉、妙高溫泉、蓮華溫泉、松之山溫泉、鵜之濱溫泉
- 高原：妙高高原、斑尾高原

### 氣候
典型的日本海側氣候、全國屈指的豪雪地帯。

## 历史

### 古代至平安時代
古代日本成立統一國家前、上越地方屬越國。其後、倭王權成立中央集權國家後、越國分割、上越地方屬越後國頸城郡。

### 鎌倉時代至江戶時代
鎌倉時代、親鸞被流刑至直江津（上越市北部）、成為了淨土真宗地盤。
戰國時代、春日山（上越市中心部）本據地為上杉氏的地盤、戰國末期移至米澤。
江戶時代的上越地方、為高田藩和糸魚川藩領土。北陸道與善光寺街道整備。

### 明治維新以後
明治維新後、上越地方為高田縣、其後編入柏崎縣、1873年6月10日編入新潟縣。
第二次大戰後。高度經濟成長期為日本海側少數臨海工業地域、汽車工業發達。

## 地域

### 廣域生活圏
以下為2007年3月1日之推計人口。
- 上越圏（上越市）（207,089人）
- 糸魚川圏（糸魚川市）（49,122人）
- 妙高圏（妙高市）（37,282人）

## 交通

### 鐵道
有JR東日本、JR西日本、北越急行路線。北陸新幹線上越站（暫）和糸魚川站開業予定。
JR東日本
- 信越本線

JR西日本
- 北陸本線
- 大糸線

北越急行
- 北北線

### 道路
高速道路
- 北陸自動車道
- 上信越自動車道

一般國道
- 國道8號
- 國道18號
- 國道148號
- 國道253號
- 國道292號
- 國道405號

## 出典
1. ↑  .   [2012-06-01]. （原始内容存档于2017-05-25）.

## 關連項目
- 上越
- 頸城郡
- 頸城弁
- 上信越

- 浄土真宗
- 上杉氏
- 高田藩
- 糸魚川藩

- 中越地方
- 下越地方
- 佐渡地方